# Rondó en do menor (Chopin)

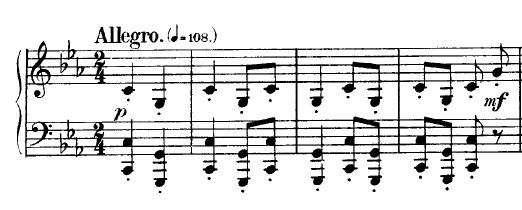
Inici del Rondó op. 1

El Rondó en do menor, op. 1, per a piano sol és la primera obra publicada de Frédéric Chopin; fou l'any 1825, als 15 anys. El va dedicar a "Madame de Linde", una amiga de la família amb la qual Chopin tocava duets. La peça conté un "poc ortodox (però totalment lògic) esquema tonal". La primera fase comença en do menor, però passa a mi major, després a la bemoll major, i retorna al do menor. La segona secció comença en re bemoll major i acaba en do menor. La composició es considera certament feble, especialment en comparació amb les seves obres posteriors. Va ser publicada per primera vegada amb el títol "Adieu à Varsovie" ("Adéu a Varsòvia").
Robert Schumann, el 1832, va escriure d'ella: "La primera obra de Chopin (crec fermament que és la seva desena obra) està a les meves mans: una senyoreta deia que era molt bonica, molt picant, gairebé moschelesca. Però crec que servirà d'estudi per Clara; perquè està ple d'esperit i unes quantes dificultats. Però jo humilment m'atreveixo a afirmar que entre aquesta composició i l'op. 2 hi ha dos anys i vint obres".